# Gaiki (Basse-Silésie)
Pour les articles homonymes, voir Gaiki.
Gaiki est une localité polonaise de la gmina de Jerzmanowa, située dans le powiat de Głogów en voïvodie de Basse-Silésie.